# Soju
Soju  (Hangul 소주; Hanja 燒酒) är en destillierad dryck från Korea. Smaken påminner lite om vodka men är oftast lite sötare då socker tillsätts under tillverkningen. De flesta märken av modern soju är tillverkad i Sydkorea. Traditionellt sett så tillagar man drycken av ris, men de flesta stora producenterna byter ut riset delvis eller helt med stärkelse, som potatis, vete, sötpotatis eller tapioca (dangmil i Koreanska). Soju är klar i färgen och alkoholstyrkan varierar mellan 16,5% upp till 45%. Dock är 20% den mest vanliga.

## Etymologi
Ordet soju kommer från kinesiska 燒酒 (pinyin: shaojiu) som bokstavligen betyder bränd sprit. Kinesiska shaojiu är också ursprunget till japanska "shochu", som är det ord som betecknar en destillerad alkoholhaltig dryck som liknar soju.

## Soju i Korea

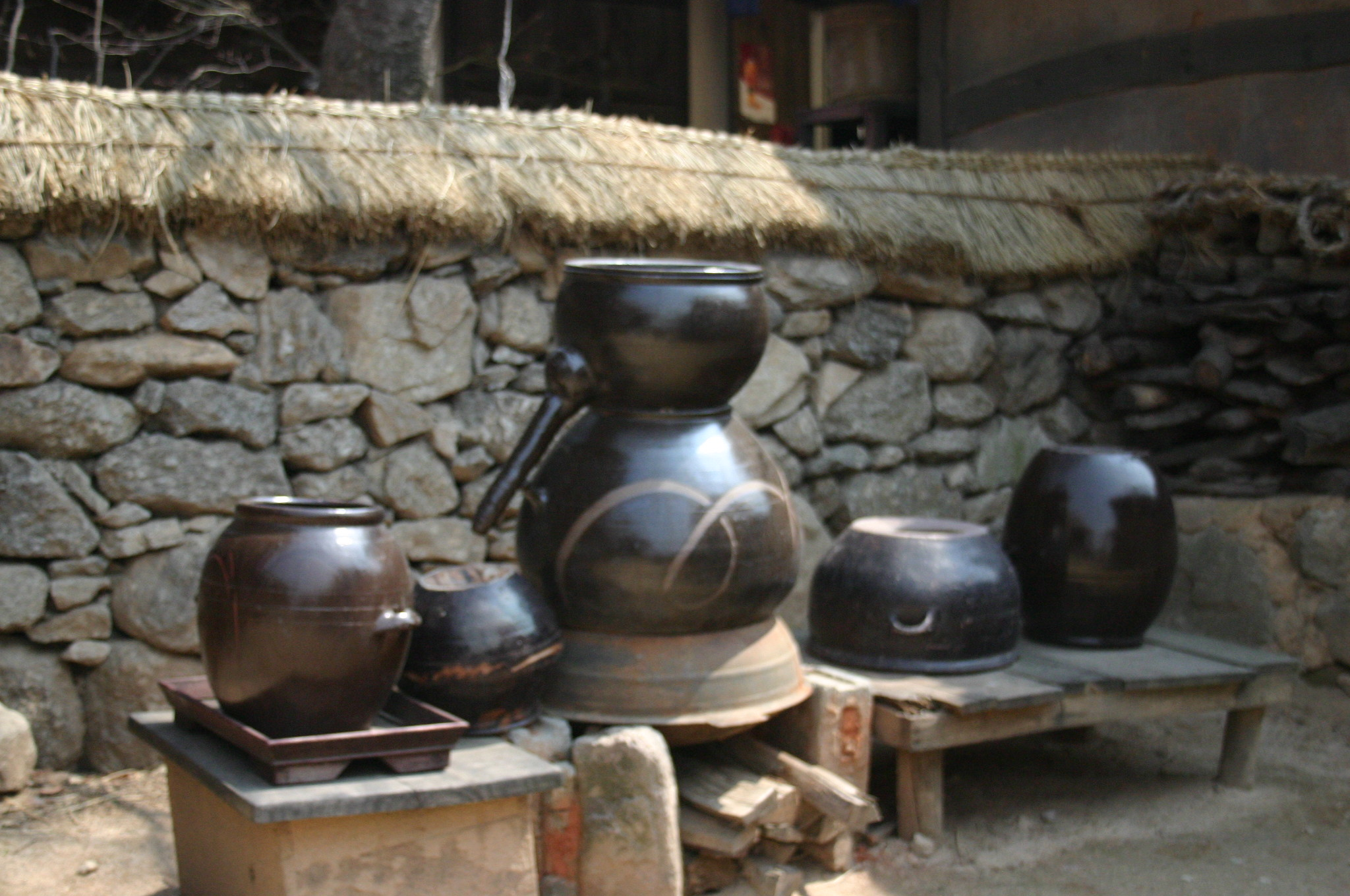
Tillverkning av traditionell soju

Sojus destilleringsprocess uppstod på 1200-talet under mongolernas invasion av Korea. Mongolerna hade lärt sig tekniken från Persien (Iran) under deras invasion av central-Asien omkring år 1256. Soju var då känt som arak-ju (hangul: 아락주). från persiska arak (aragh).
Från 1965 till 1999 beslutade den sydkoreanska regeringen att förbjuda den traditionella produktionen av soju från ris på grund av att det blev en bristvara. I stället började soju produceras av sötpotatis och tapioca blandat med vatten. Även om förbudet hävts så tillverkas billig soju fortfarande på detta sätt. Många regioner har nu börjat producera traditionell soju men baserat på vete.

## Konsumtion
Även om öl, whisky och vin ökar i popularitet så är soju fortfarande en av de mest populära alkoholhaltiga dryckerna i Korea. Mer än 3 miljarder flaskor rapporterades sålda år 2004. Det beräknades att unga vuxna (över 20) hade i snitt konsumerat 90 flaskor soju per person under året 2006.